# Llista de peixos del riu Elba

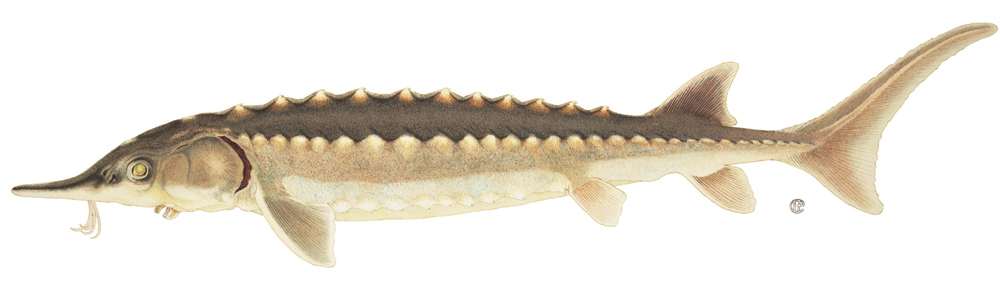
Acipenser oxyrinchus oxyrinchus

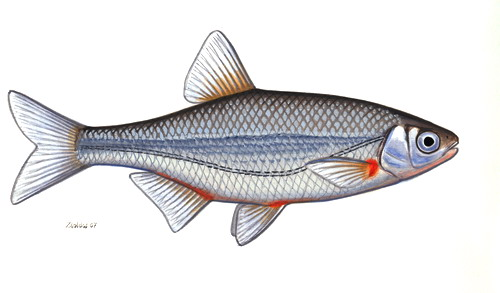
Alburnoides bipunctatus

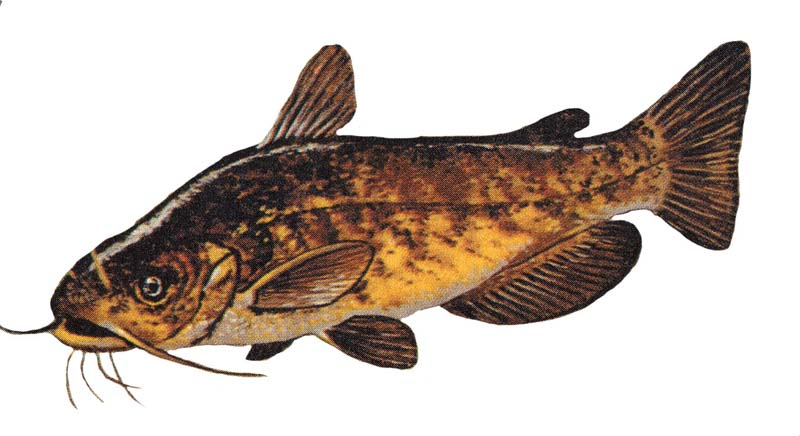
Peix gat bru (Ameiurus nebulosus)

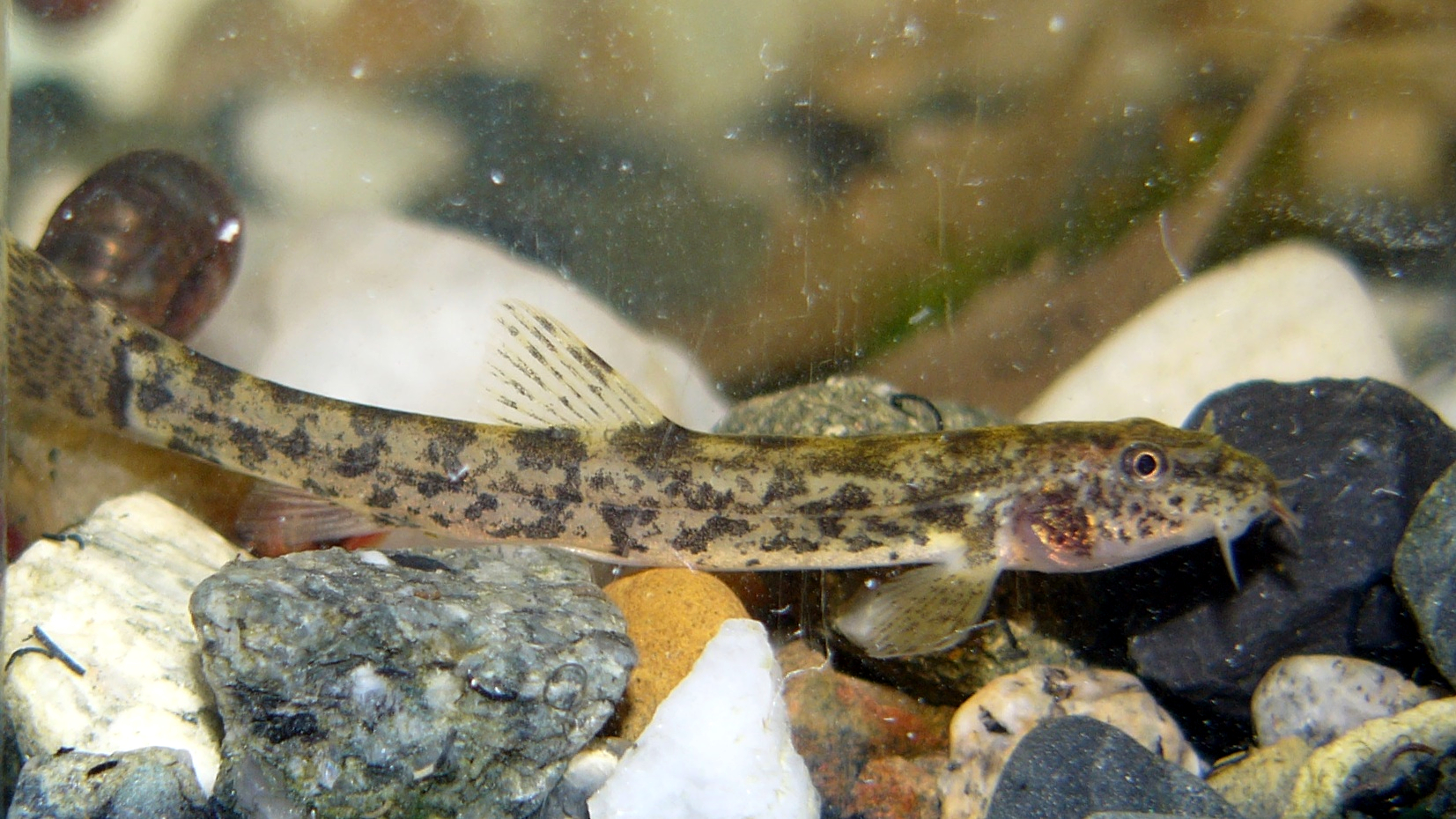
Barbatula barbatula

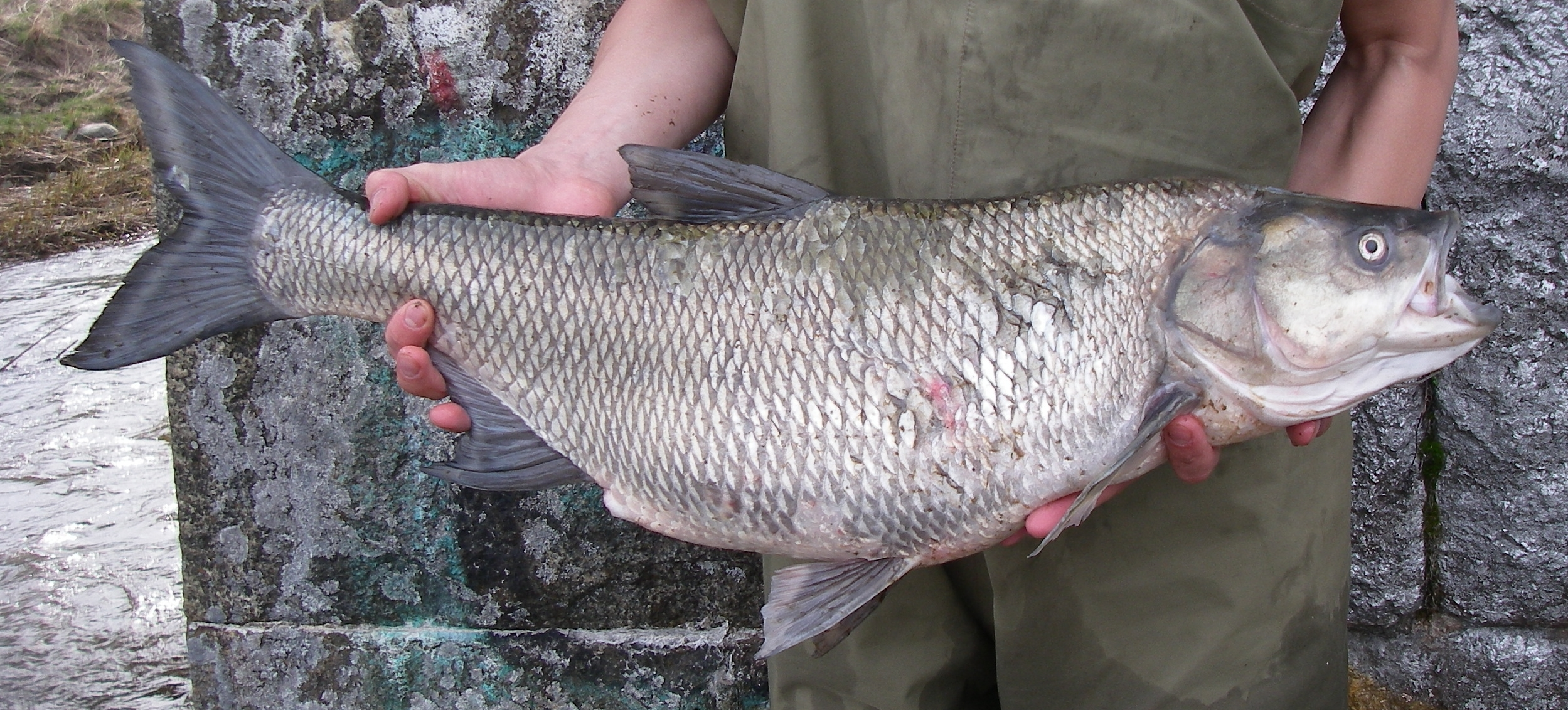
Aspius aspius

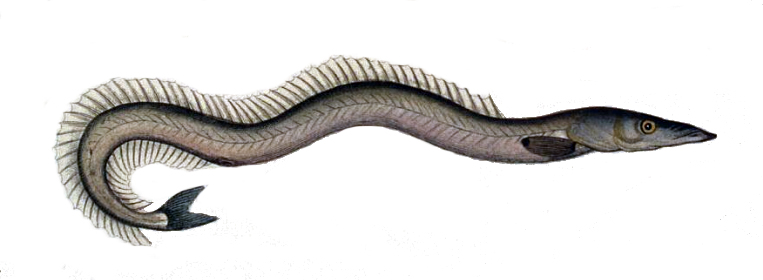
Trencavits (Ammodytes tobianus)

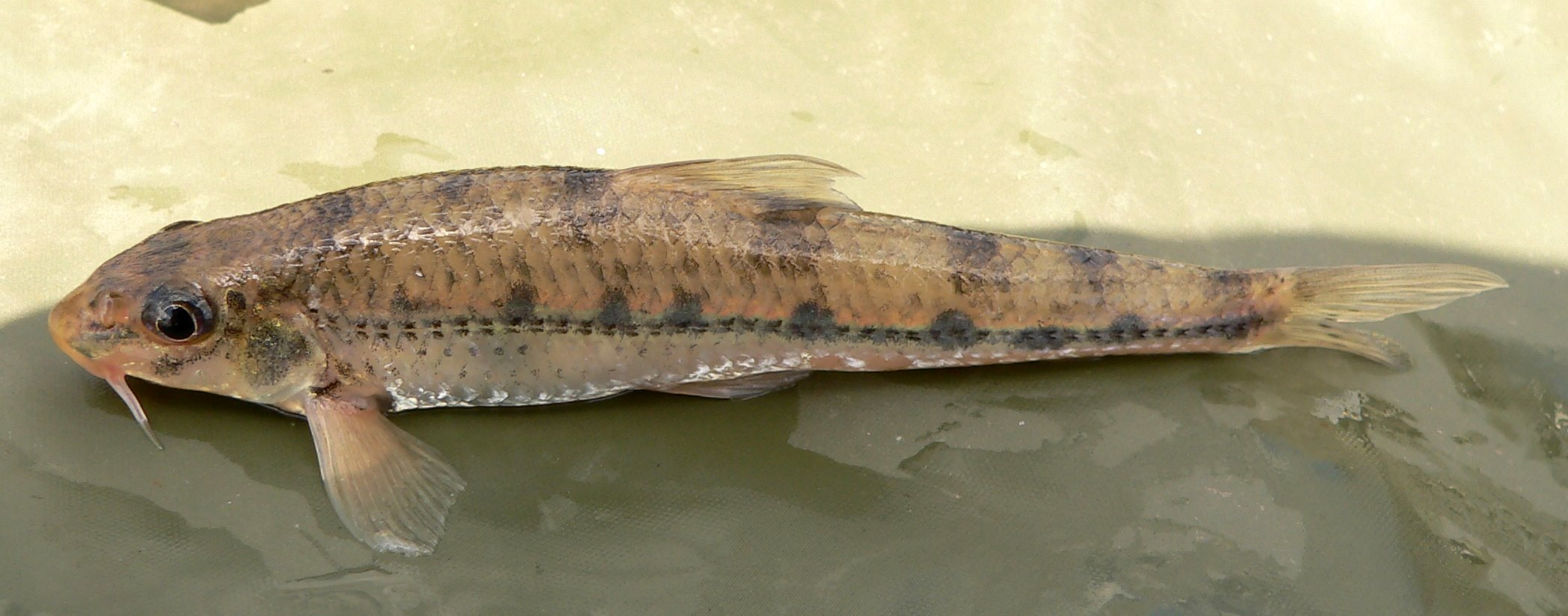
Romanogobio belingi

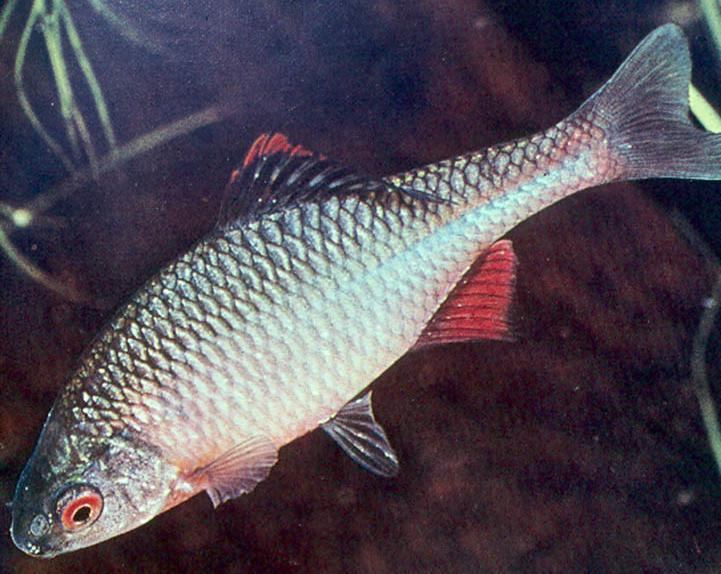
Rhodeus sericeus

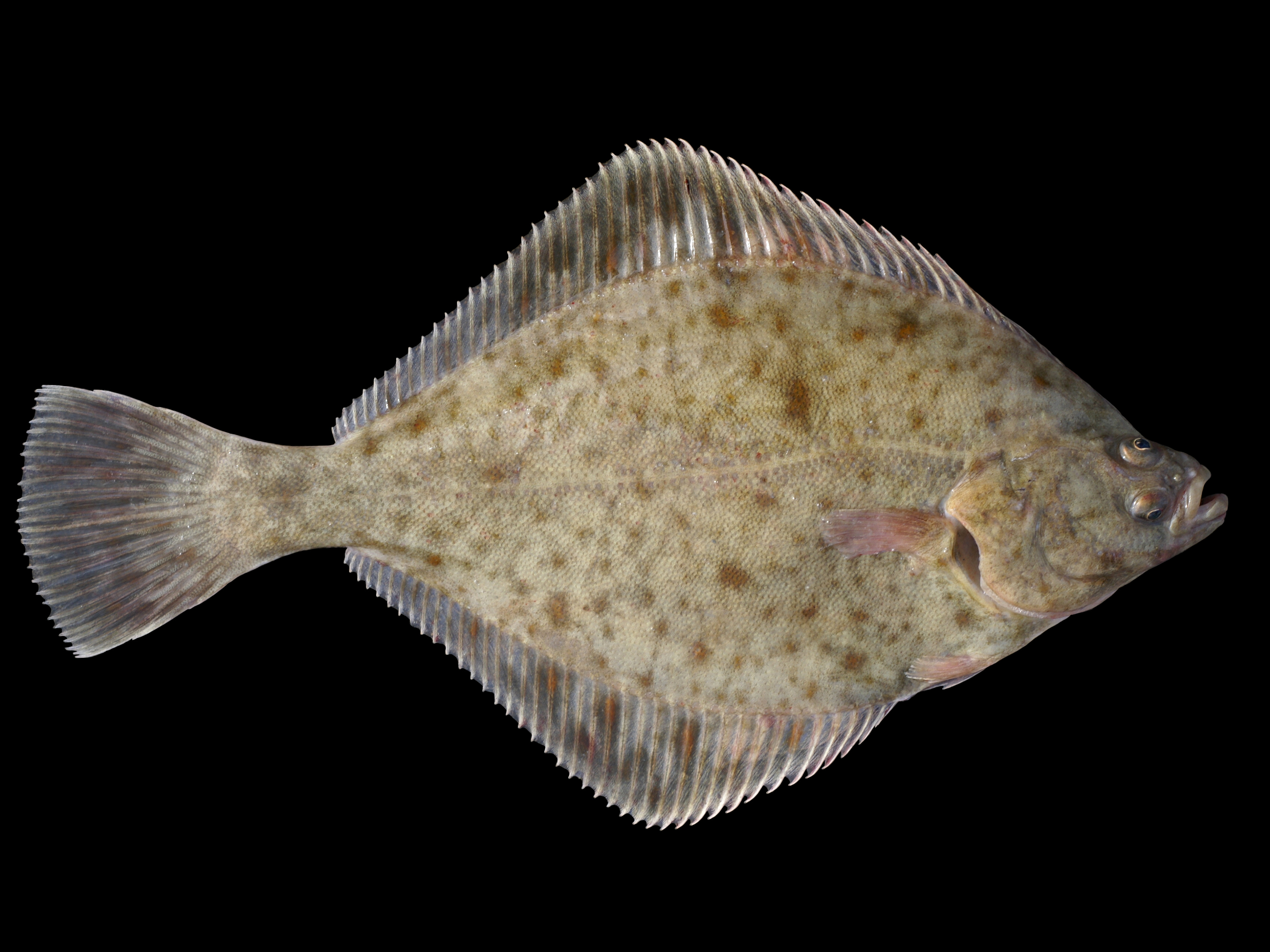
Platichthys flesus

Aquesta llista de peixos del riu Elba -incompleta- inclou 53 espècies de peixos que es poden trobar a l'Elba ordenades per l'ordre alfabètic de llur nom científic.

## A
- Abramis brama
- Acipenser oxyrinchus oxyrinchus
- Acipenser sturio
- Alburnoides bipunctatus
- Alburnus alburnus
- Alosa alosa
- Alosa fallax
- Ameiurus nebulosus
- Ammodytes tobianus
- Anguilla anguilla
- Aspius aspius

## B
- Ballerus ballerus
- Barbatula barbatula
- Barbus barbus
- Belone belone
- Blicca bjoerkna

## C
- Carassius carassius
- Chondrostoma nasus
- Cobitis elongatoides
- Coregonus albula
- Coregonus maraena
- Coregonus oxyrinchus
- Cottus gobio

## E
- Esox lucius

## G
- Gasterosteus aculeatus aculeatus
- Gobio gobio
- Gymnocephalus cernua

## L
- Lampetra fluviatilis
- Lampetra planeri
- Lepomis gibbosus
- Leucaspius delineatus
- Leuciscus idus
- Leuciscus leuciscus
- Lota lota

## O
- Oncorhynchus mykiss

## P
- Perca fluviatilis
- Petromyzon marinus
- Phoxinus phoxinus
- Platichthys flesus

## R
- Rhodeus sericeus
- Romanogobio albipinnatus
- Romanogobio belingi
- Rutilus rutilus

## S
- Salmo salar
- Salmo trutta fario
- Salmo trutta trutta
- Sander lucioperca
- Scardinius erythrophthalmus
- Silurus glanis
- Squalius cephalus

## T
- Thymallus thymallus
- Tinca tinca

## V
- Vimba vimba[1]